# Perwomaiski (Adygeja, Maikopski)
Perwomaiski (russisch Первомайский) ist ein Dorf (posjolok) in Südrussland. Es gehört zur Republik Adygeja und hat 1233 Einwohner (Stand 2019). Im Ort gibt es 22 Straßen. Perwomaiski liegt 15 km südlich von Tulski (dem Verwaltungszentrum des Bezirks) auf der Straße. Wessjoly ist die nächstgelegene ländliche Ortschaft.